# Charles Swinhoe
Pour les articles homonymes, voir Swinhoe.
Colonel Charles Swinhoe, né le 29 août 1838 à Calcutta et mort le 2 décembre 1923, est un naturaliste britannique.

## Biographie
Colonel dans l'armée britannique en Inde, il participe à la fondation de la Bombay Natural History Society. Il est le frère du fameux naturaliste Robert Swinhoe (1836-1877).
Il explore Kandahar avec Lord Roberts en 1880 et y collecte 341 oiseaux. Il fait paraître de nombreux articles dans The Ibis sur les oiseaux du sud de l'Afghanistan et du centre de l'Inde. Il donne 300 peaux de chacun de ces pays au British Museum.
Il rassemble également l'une des grandes collections de lépidoptères d'Inde de son temps. Il rédige deux volumes sur les papillons de nuit dans la série Lepidoptera indica.

## Nécrologie
- The Ibis, 1924 pp. 362–363.